# Ex chiesa di Santa Maria dello Stellario
L'ex chiesa di Santa Maria dello Stellario (o chiesa dello Stellario) era una chiesa cattolica che si trovava nella piazza Ciullo ad Alcamo, in provincia di Trapani.

## Storia
Fu fondata nel Seicento ad opera di Mariano da Alcamo, frate cappuccino, e consacrata nel 1625. Come afferma Ignazio De Blasi nella sua opera, vi furono portati in processione il Santissimo Sacramento ed il quadro di Maria Santissima dello Stellario, per chiedere la sua intercessione affinché arrivasse la pioggia, assente da diversi mesi; piovve ininterrottamente per tre giorni consecutivi.
Nello stesso periodo fu pure istituita (sempre da parte dello stesso fondatore) l'omonima confraternita.

Prima di essere demolita, nel 1964, la chiesa dello Stellario non era in pessime condizioni: infatti nel 1939 una vedova, Maria De Blasi Casale, aveva finanziato il rifacimento della copertura.

## Descrizione
Il prospetto presentava un pregevole portale; la chiesa era ad unica navata, c'erano capitelli ionici e due altari per ogni lato. Sull'altare maggiore era posta una tela della titolare, poi scomparsa, realizzata nel 1651 da Giuseppe La Ficara.
Il quadro, di modesto valore artistico, rappresentava Maria su un trono di nuvole, al centro di 12 stelle, e con in braccio il Bambino Gesù; ai due lati erano posti un cardinale ed un frate cappuccino, mentre nella parte alta erano raffigurati il Padre Eterno e lo Spirito Santo.
Nel 1769 la chiesa venne adornata con stucchi; all'interno erano pure presenti delle antiche cripte, andate distrutte a causa della demolizione, avvenuta dopo la vendita dell'edificio da parte della Curia vescovile di Trapani. Con il ricavato venne acquistato un pezzo di terreno nel viale Europa, allo scopo di dotare quell'area di una chiesa parrocchiale, denominata poi chiesa del Sacro Cuore.

## La confraternita di Santa Maria dello Stellario
Fondata il 21 giugno 1602 nella chiesa madre, ebbe nel 1625 il suo oratorio all'interno di questa chiesa. Dalle notizie tramandate dallo storico Ignazio De Blasi si sa che i confrati erano macellai e contadini. 
Essi indossavano sacco e visiera di tela grossa, con mantello d'orbace, con l'immagine di Maria Santissima dello Stellario, e un grosso cordone; andavano a piedi scalzi, con sandali come i Cappuccini, al cui ordine apparteneva il loro fondatore, padre Mariano Bonofino.
La confraternita si è sciolta negli anni '40.

### Doveri dei confratelli
Ecco l'elenco degli obblighi a cui erano sottoposti i confratelli:
- Essere sempre molto diligenti, in qualunque occasione.
- Partecipare alla santa Messa cantata e comunicarsi l'8 settembre, giorno della festività della titolare.
- Prendere parte alla processione del Corpus Domini e per l'Ottava.
- Accompagnare al sepolcro i confrati defunti e fare il precetto pasquale nel giorno del giovedì santo, nella chiesa dei frati Cappuccini.[4]